# Gouvernement Kaja Kallas I
Pour les articles homonymes, voir Gouvernement Kallas.
République d'Estonie
Ratas II K. Kallas II
Le gouvernement Kaja Kallas I (en estonien : Kaja Kallase esimene valitsus) est le gouvernement de la république d'Estonie entre le 26 janvier 2021 et le 18 juillet 2022, durant la XIVe législature du Riigikogu.

## Coalition et historique
Dirigé par la Première ministre libérale Kaja Kallas, ce gouvernement est constitué et soutenu par une coalition entre le Parti de la réforme d'Estonie (REF) et le Parti du centre d'Estonie (KESK). Ensemble, ils disposent de 59 députés sur 101, soit 58,4 % des sièges du Riigikogu.
Il est formé à la suite de la démission de Jüri Ratas, au pouvoir depuis 2016.
Il succède donc au gouvernement Ratas II, constitué et soutenu par une coalition entre le Parti du centre, le Parti populaire conservateur d'Estonie (EKRE) et Isamaa (I).

### Formation
Jüri Ratas annonce sa démission le 13 janvier 2021, alors que le Parti du centre est impliqué dans des soupçons de corruption liés à son financement et à des prêts d’État accordés en retour. Le 14 janvier, Kaja Kallas est de nouveau chargée — après son échec au lendemain des élections de 2019 — de former un gouvernement.
Aussitôt après sa désignation, Kaja Kallas forme une équipe de négociateurs pour ouvrir des discussions avec le Parti du centre en vue de former une coalition gouvernementale entre les deux principaux partis du pays. La liste des 14 ministres qui formeront le nouvel exécutif, répartis à parité entre les deux partenaires de la majorité, est annoncée le 24 janvier 2021 : pour la première fois de son histoire, le Parti du centre se voit confier le portefeuille de ministre des Affaires étrangères. La cheffe de la diplomatie et le ministre de l'Intérieur désignés Eva-Maria Liimets et Kristjan Jaani, proposés par le Parti du centre, n'en sont pas adhérents mais indiquent leur volonté de le rejoindre à plus ou moins brève échéance,.
L'accord de coalition entre le Parti de la réforme et le Parti du centre est signé par Kaja Kallas et Jüri Ratas au lendemain de cette présentation, le 25 janvier. Quelques heures plus tard, la formatrice reçoit officiellement l'investiture du Riigikogu par 70 voix favorables, les parlementaires du Parti social-démocrate (SDE) ayant joint leurs voix à celles des députés de la nouvelle majorité. Il s'agit du deuxième meilleur résultat pour un vote de confiance, après Mart Siimann qui avait recueilli 72 soutiens en 1997.
L'équipe ministérielle est officiellement nommée par la présidente de la République Kersti Kaljulaid le lendemain de ce vote, puis est assermentée devant les députés.

### Succession
Kaja Kallas annonce le 3 juin 2022 avoir demandé au président Alar Karis, de relever de leurs fonctions l'ensemble des ministres issus du Parti du centre. Considérant l'accord de coalition comme « périmé », elle a formulé cette demande après que le KESK a voté dans le même sens que le Parti populaire conservateur d'Estonie (EKRE), dans l'opposition, lors de l'examen d'un projet de loi relatif à l'éducation. Le Parti de la réforme propose alors d'ouvrir des négociations avec Patrie et le Parti social-démocrate. Le gouvernement Kaja Kallas II est assermenté devant les députés et entre en fonction le 18 juillet.

## Composition

### Initiale (26 janvier 2021)
| Portefeuille                                                        | Nom | Nom | Nom                                | Parti |
| ------------------------------------------------------------------- | --- | --- | ---------------------------------- | ----- |
| Première ministre                                                   |     |     | Kaja Kallas                        | ERE   |
| Ministre de l'Éducation et de la Recherche                          |     |     | Liina Kersna                       | REF   |
| Ministre de la Justice                                              |     |     | Maris Lauri                        | REF   |
| Ministre de la Défense                                              |     |     | Kalle Laanet                       | REF   |
| Ministre du Climat et de l'Environnement                            |     |     | Tõnis Mölder (jusqu'au 18/11/2021) | KESK  |
| Ministre du Climat et de l'Environnement                            |     |     | Erki Savisaar                      | KESK  |
| Ministre de la Culture                                              |     |     | Anneli Ott (jusqu'au 08/11/2021)   | KESK  |
| Ministre de la Culture                                              |     |     | Tiit Terik                         | KESK  |
| Ministre des Affaires rurales                                       |     |     | Urmas Kruuse                       | REF   |
| Ministre des Affaires économiques et des Infrastructures            |     |     | Taavi Aas                          | KESK  |
| Ministre du Commerce extérieur et des Technologies de l'information |     |     | Andres Sutt                        | REF   |
| Ministre des Finances                                               |     |     | Keit Pentus-Rosimannus             | REF   |
| Ministre de l'Administration publique                               |     |     | Jaak Aab                           | KESK  |
| Ministre de l'Intérieur                                             |     |     | Kristian Jaani                     | Sans  |
| Ministre de la Santé et du Travail                                  |     |     | Tanel Kiik                         | KESK  |
| Ministre de la Protection sociale                                   |     |     | Signe Riisalo                      | REF   |
| Ministre des Affaires étrangères                                    |     |     | Eva-Maria Liimets                  | Sans  |

### Remaniement du 3 juin 2022
- Les nouveaux ministres sont indiqués en gras, ceux ayant changé d'attributions en italique.

| Fonction                                                                                                  | Titulaire | Titulaire              | Parti |
| --- | --------- | ---------------------- | ----- |
| Première ministre                                                                                         |           | Kaja Kallas            | REF   |
| Ministre de l'Éducation et de la Recherche Ministre de la Culture a.i.                                    |           | Liina Kersna           | REF   |
| Ministre de la Justice                                                                                    |           | Maris Lauri            | REF   |
| Ministre de la Défense Ministre de l'Intérieur a.i.                                                       |           | Kalle Laanet           | REF   |
| Ministre des Affaires rurales Ministre du Climat et de l'Environnement a.i.                               |           | Urmas Kruuse           | REF   |
| Ministre du Commerce extérieur et des Technologies de l'information Ministre des Affaires étrangères a.i. |           | Andres Sutt            | REF   |
| Ministre des Finances Ministre de l'Administration publique a.i.                                          |           | Keit Pentus-Rosimannus | REF   |
| Ministre de la Protection sociale Ministre de la Santé et du Travail a.i.                                 |           | Signe Riisalo          | REF   |